# 時間線 (小說)

《時間線》的美國初版封面

《時間線》（英語：Timeline）是美國作家麥可·克萊頓出版於1999年11月的「科技驚悚小說」。這部小說講述歷史學家穿越時空到中世紀的故事，而贊助這名歷史學家的企業家，目的則在藉助科技振興歷史景點的吸引力。克萊頓將古代歷史、科技細節與動作要素結合在一起，寫出關於量子力學和時光旅行的這部小說。
這部小說的關係，克萊頓創立時間線電腦娛樂公司（Timeline Computer Entertainment），研發了《時間線》的電腦遊戲，2000年由Eidos Interactive公司代理發行。2003年這部小說的同名電影《迷失凶間》在美國上映。

## 小說情節
小說主要描述了一群研究生在法國境內研究百年戰爭時期兩座英法各自據守的城堡，卻接連發生怪事，他們竟然在密閉數百年的遺跡中，挖出了指導教授的手跡，隨即發現教授下落不明。驚覺事有蹊蹺的一行人，此時接到贊助商的電話，原來在量子力學上的重大突破，這家科技公司製造出時光機器，教授已經回到中世紀考古隊探勘的遺跡處，並且意外被困在過去了。於是一行人組成搜救小組，穿越時空，要將教授找回來，孰料天不從人願，一連串的突發事件使得他們得在混戰時代中，在英法對峙的夾縫裡，倚靠豐富的歷史知識，試著讓自己活下命來，才有機會在時限內回到未來。

## 外部連結
- 麥可·克萊頓官方網站 （页面存档备份，存于）